# بفلوميديل
البفلوميديل (بالإنجليزية: Buflomedil)‏ هو دواء فعال للأوعية يستخدم لعلاج العرج أو أعراض مرض الشرايين المحيطية. وحالياً هو غير موافق عليه من إدارة الأغذية والعقاقير (FDA) للاستخدام في الولايات المتحدة.